# Craspedosis semilugens
Craspedosis semilugens är en fjärilsart som beskrevs av W. Warren 1896. Craspedosis semilugens ingår i släktet Craspedosis och familjen mätare. Inga underarter finns listade i Catalogue of Life.